# Kamose
Kamose (altägyptisch Kamesiu) war der letzte altägyptische König (Pharao) der 17. Dynastie (Zweite Zwischenzeit) und regierte von etwa 1554 bis 1550 v. Chr. (nach Franke von 1545 bis 1539 v. Chr.).

## Familie
Seine Eltern waren vermutlich Senachtenre und Tetischeri. Er war wahrscheinlich mit Ahhotep II. verheiratet. In der Ägyptologie wird die noch nicht ganz ausgeschlossene Möglichkeit weiterhin diskutiert, dass es sich bei Kamose auch um einen Sohn des Seqenenre handeln könnte. Er wäre somit entweder Onkel oder älterer Bruder des Ahmose I.
Als einzige Tochter würde aufgrund des Namens Ahmose Satkamose (Ahmose, Tochter des Kamose) in Frage kommen, eine genaue verwandtschaftliche Beziehung ist allerdings nicht belegt. In Flavius Josephus Über die Ursprünglichkeit des Judentums und der Chronik von Eusebius von Caesarea wird Kamose als Vater des Ahmose I. genannt.

## Regentschaft

### Regierungsdauer
Obwohl die Ägyptologen seine Herrschaft auf fünf oder sechs Jahre ansetzen, ist nur sein drittes Regierungsjahr belegt. Aus einer Steleninschrift des Emhab, einem Trommler aus dem Heer des Kamose, geht hervor, dass diese drei Regierungsjahre durchgehend militärisch geprägt waren:

„Ich bin einer, der seinem Herrn auf seinen Feldzügen folgte, der keine Schwäche zeigte gegenüber den Befehlen, die er erteilte. Da veranlasste ich, dass alle Starken gebeugt in (meinen) Händen waren. … Ich verbrachte drei Jahre lang jeden Tag mit dem Schlagen der Trommel. Ich eiferte meinem Herrn in all seinen Angelegenheiten nach.“

### Herrschaftsbereich
Kamoses Herrschaftsbereich erstreckte sich von Elephantine im Süden etwa bis Tepihu im Norden. Der Hyksos-König Apopi I. regierte im Kernbereich bis Memphis, mit weiteren zugesicherten Handelskontakten bis Qus. Nubien bildete ein eigenes Königreich, das pro-Hyksos eingestellt war. Wie aus den Kamose-Stelen hervorgeht, schienen Hyksos und Thebaner bis zu dieser Zeit in friedlicher Koexistenz gelebt zu haben. Es herrschte ein sogenannter Modus Vivendi: die Thebaner hatten Weiderechte im Nildelta, bekamen Getreidelieferungen als Schweinefutter und überließen im Gegenzug den Hyksos Zugang zu oberägyptischen Steinbrüchen. Landwirtschaft und Handel florierten.

## Feldzüge gegen die Hyksos

### Inschriften

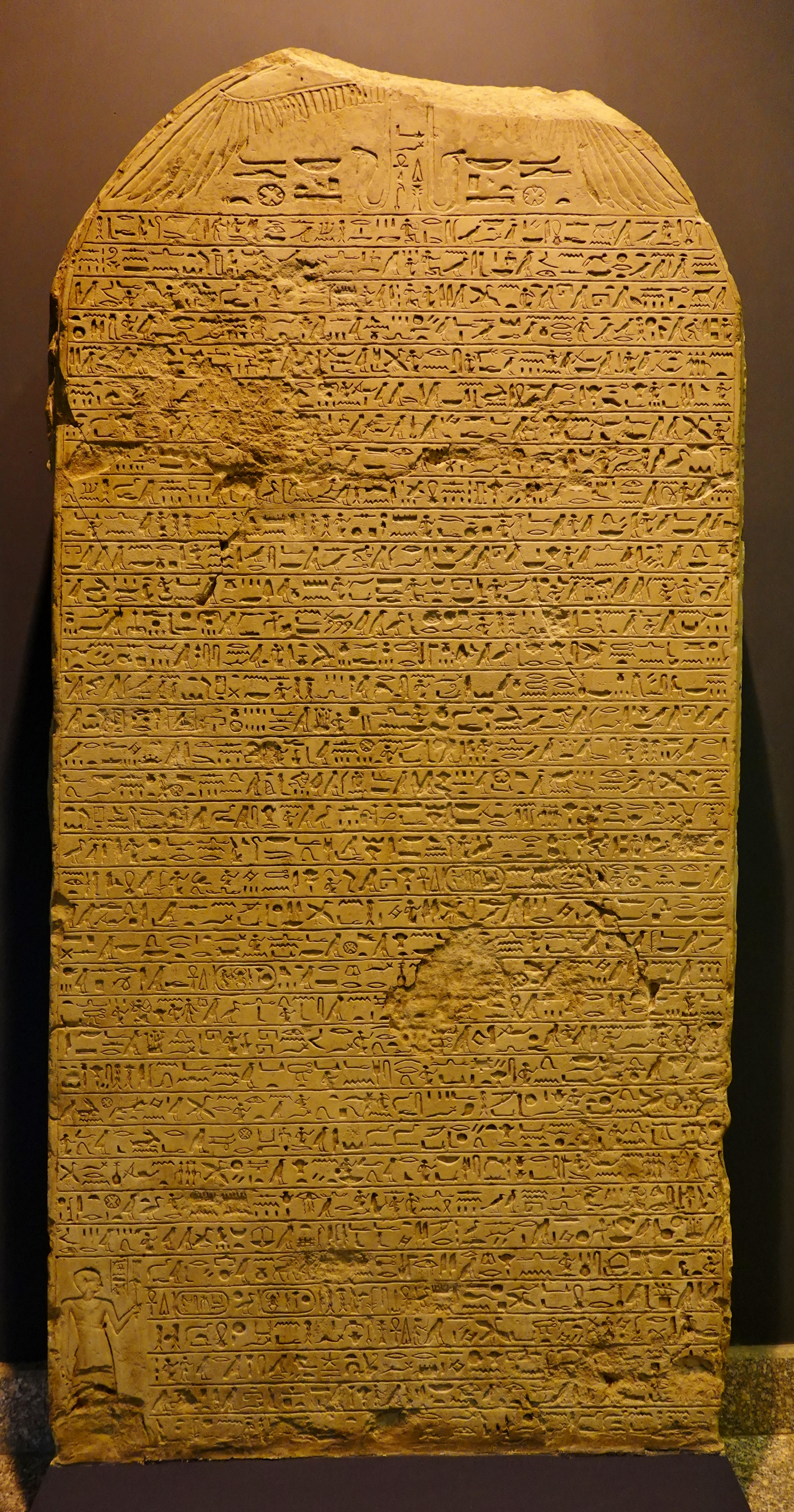
Zweite Stele des Kamose (Luxor-Museum)

Kamose setzte nach dem Tod seines Vorgängers Seqenenre den Kampf gegen die Hyksos fort. Zwei Stelen und eine Schreibertafel berichten von Feldzügen des Kamose gegen die Hyksos. Der Anfang der ersten Stele ist seit 1908 als Abschrift bekannt, gefunden im Schutt von Dra Abu el-Naga (Carnarvon-Tafel). In den Jahren 1932 und 1935 wurden zwei Stelenbruchstücke im dritten Pylon des Karnak-Tempels aufgefunden, die in die obere rechte Hälfte der zerstörten Kalkstein-Stele gehören. Die zweite Stele konnte im Jahr 1954 unzerstört geborgen werden. Sie diente als Fundament einer Ramses II.-Statue in Karnak und entstammte ursprünglich der 12. Dynastie. Auf einer Seite sind von Sesostris I. noch Inschriften und Darstellungen zu erkennen.
Den Inschriften zufolge eroberte Kamose in seinem dritten Regierungsjahr nacheinander die Festung Neferusi bei Hermopolis, Perschak, Perdjetgen und Initentchenet sowie die Oase Baharija und stand mit seinen Truppen vor Auaris, der Hyksos-Hauptstadt, die er nur in den Außenbezirken angriff und danach belagerte. Einen Hilferuf des Apopi an den nubischen Fürsten fing er ab. Zum Zeitpunkt der Nilschwemme kehrte Kamose nach Theben zurück, um seinen erfolgreichen Feldzug auf Stelen im ganzen Land zu proklamieren.

### Überlieferung nach Flavius Josephus
Aus den Überlieferungen des Werkes Über die Ursprünglichkeit des Judentums sind über Kamose als König, der die Hyksos dämpfte folgende Aussagen bekannt:

„86 Zu einer Regierungszeit eines Königs mit Namen Alisfragmouthosis…seien die Hirten (Hyksos) nach einer Niederlage…aber endlich eingeschlossen worden…Auaris sei der Name dieses Ortes…88 Der Sohn des Alisfragmouthosis, Thummosis (Ahmose I.)…habe ein Abkommen abgeschlossen, dass sie (Hyksos) Ägypten verlassen.“

## Nach dem Tod

### Mumie und Sarg

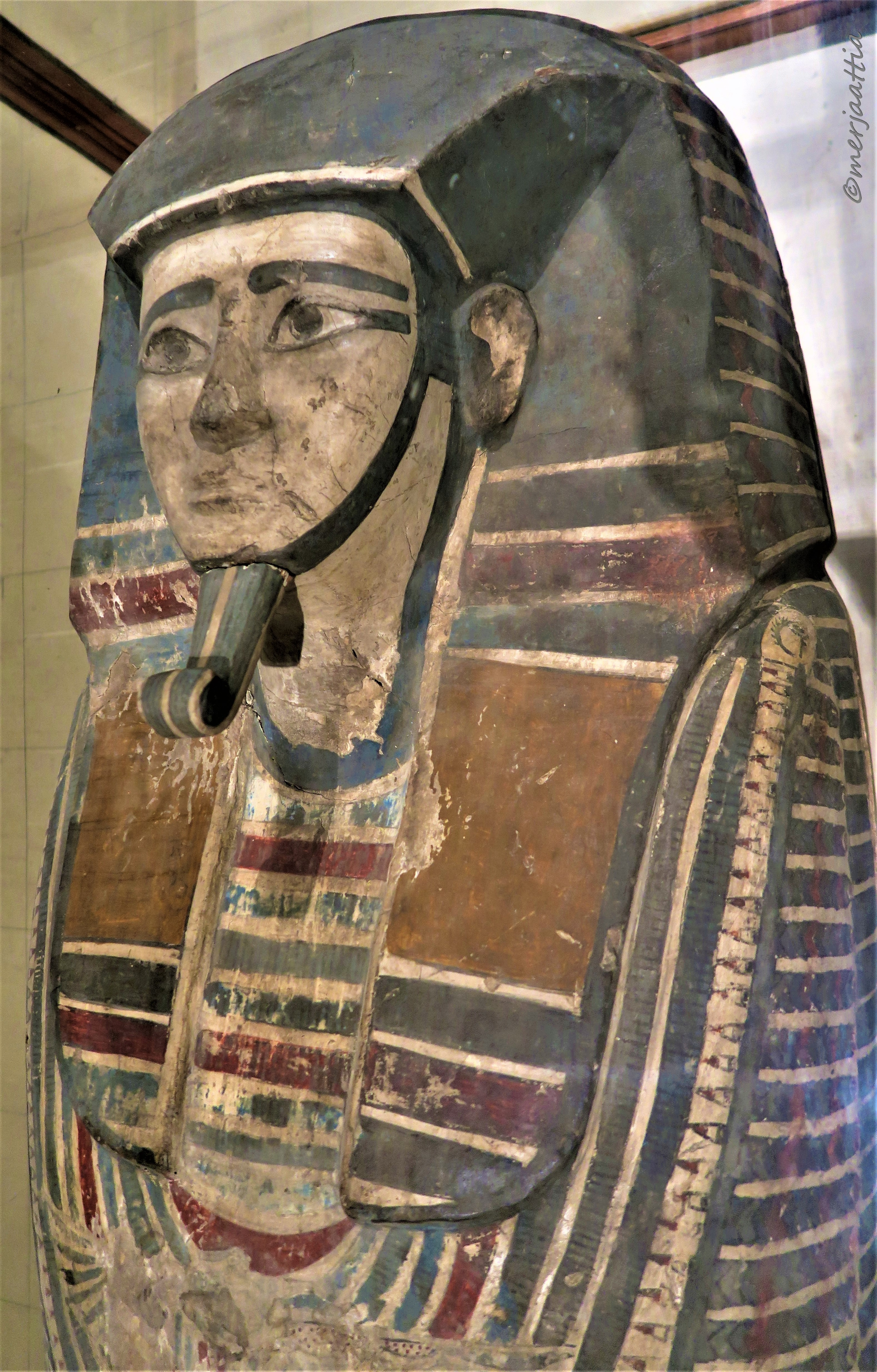
Sarg des Kamose, Luxor

Über Kamoses Tod ist nichts Genaues bekannt. Auguste Mariette und Heinrich Brugsch fanden 1857 einen unbekannten Sarg am nördlichen Ende und in der Ebene von Dra Abu el-Naga. Er enthielt eine zu Staub zerfallene Mumie, einige verschollene Amulette, einen Skarabäus, einen Bronzespiegel, einen der zwei „Armreifen“ mit Namen des Ahmose, einen Dolch mit goldenem Griff und zwei Löwen in Gold. Erst durch George Daressy konnte dieser Sarg korrekt identifiziert und Kamose zugeschrieben werden. Es handelt sich dabei nicht um einen königlichen Sarg, sondern um einen später erstellten Privatsarg des Rishi-Typs, welcher hastig zu einem Königssarg umfunktioniert wurde. Die enthaltene Mumie war anscheinend unzureichend mumifiziert worden.
Das besondere an dem Sarg ist, dass es das einzige Herrscherbegräbnis Ende der 17. bis Mitte der 18. Dynastie gewesen ist, dessen Mumie nicht in die Cachette von Deir el-Bahari überführt wurde. Die genaue Position des Sargfundortes und nähere Fundumstände sind nicht weiter aufgezeichnet. Man weiß nur, dass er in der Nähe des Sarges von Ahhotep I. oder II., etwas hügelabwärts gefunden wurde, einige dutzend Meter östlich von TT155 (Grab des Intef).
Über die Grabanlage des Kamose ist nichts weiter bekannt, außer dass es sich Ende der 20. Dynastie in Dra Abu el-Naga befand und noch intakt gewesen zu sein schien (Protokoll der Grabräuberkommission). Daniel Polz vermutet, dass die Pyramidengrabanlage K94.1 ursprünglich für Kamose gedacht war, da diese sich nur 250 m vom vermuteten Sargfundort entfernt befindet. Außerdem scheint sie genauso unfertig wie die vorgenommene Bestattung und der gefundene Sarg zu sein.

### Nachfolge
Ahmose trat seine Nachfolge an. Dieser schaffte es durch weitere Belagerungen, die Hyksos kampflos aus Ägypten zu vertreiben und das Reich erneut zu vereinigen. Daher gilt Ahmose als erster Herrscher des Neuen Reiches und Begründer der 18. Dynastie.